# Raoul and the Kings of Spain
Raoul and the Kings of Spain is een nummer van het Britse muziekduo Tears for Fears uit 1995. Het is de eerste single van hun gelijknamige vijfde studioalbum.
"Raoul and the Kings of Spain" gaat over Roland Orzabals Spaanse achtergrond. Zijn vader was namelijk Spaans, en zijn moeder Argentijns. Raoul was de oorspronkelijke voornaam van Orzabal, maar na de eerste twee weken van zijn leven, gaf zijn moeder hem de naam Roland. Dit omdat ze in Engeland woonden. Orzabal gaf de naam Raoul aan zijn eerste eigen zoon.
Het nummer werd in een paar landen een bescheiden hitje. In het Verenigd Koninkrijk haalde het de 31e positie. In Nederland haalde het de 19e positie in de Tipparade.